# Elk City (Oklahoma)
Elk City is een plaats (city) in de Amerikaanse staat Oklahoma, en valt bestuurlijk gezien onder Beckham County.

## Demografie
Bij de volkstelling in 2000 werd het aantal inwoners vastgesteld op 10.510.
In 2006 is het aantal inwoners door het United States Census Bureau geschat op 11.002, een stijging van 492 (4.7%).

## Geografie
Volgens het United States Census Bureau beslaat de plaats een oppervlakte van
38,6 km², waarvan 37,9 km² land en 0,7 km² water. Elk City ligt op ongeveer 585 m boven zeeniveau.

## Plaatsen in de nabije omgeving
De onderstaande figuur toont nabijgelegen plaatsen in een straal van 24 km rond Elk City.